# 三浦和也
三浦 和也（みうら かずや、1970年 - ）は日本のアニメ監督、演出家。ENGIデジタル作画部ディレクター。

## 来歴
1990年代前半から動画や原画を担当し、1993年放送の『SLAM DUNK』の第56話「エース牧・全開!」で初の作画監督に起用された。
その後、演出家を経て2014年『DRAMAtical Murder』で初監督を務める。グラフィニカを経て2018年に吉岡宏起らと共にENGIの設立メンバーとなり、同社が元請で制作した大半のテレビシリーズで監督を務めている。

## 作品
●はENGI元請作品。

### テレビアニメ
1993年
- SLAM DUNK（作画監督）

1997年
- 金田一少年の事件簿（1997年 - 2000年、作画監督）

1998年
- サイレントメビウス（作画監督）
- ジェネレイターガウル（作画監督）

1999年
- パワーストーン

2000年
- ブギーポップは笑わない Boogiepop Phantom（作画監督）
- はじめの一歩（2000年 - 2002年、作画監督）
- サクラ大戦（作画監督）
- マシュランボー（作画監督）

2001年
- サイボーグ009 THE CYBORG SOLDIER（2001年 - 2002年、作画監督）

2002年
- デュエル・マスターズ（2002年 - 2003年、作画監督）

2004年
- BURN-UP SCRAMBLE（作画監督）
- Wind -a breath of heart-（作画監督）

2006年
- D.Gray-man（2006年 - 2008年、絵コンテ・演出）

2007年
- キスダム -ENGAGE planet-（絵コンテ・演出・作画監督補佐）

2009年
- バスカッシュ!（絵コンテ・演出）

2012年
- AKB0048（絵コンテ・演出）

2013年
- アイカツ!（絵コンテ）

2014年
- ハマトラ（絵コンテ）
- DRAMAtical Murder（監督）

2015年
- 食戟のソーマ（絵コンテ・演出）
- アクエリオンロゴス（絵コンテ）
- 進撃!巨人中学校（絵コンテ・演出）

2016年
- ネトゲの嫁は女の子じゃないと思った?（絵コンテ・演出）
- 食戟のソーマ 弐ノ皿（演出）
- スカーレッドライダーゼクス（絵コンテ）
- うどんの国の金色毛鞠（演出）

2017年
- 終末なにしてますか? 忙しいですか? 救ってもらっていいですか?（絵コンテ）
- 恋と嘘（演出）
- 食戟のソーマ 餐ノ皿（演出）
- 十二大戦（絵コンテ・演出）

2018年
- りゅうおうのおしごと!（演出協力）
- 重神機パンドーラ（絵コンテ）
- 千銃士（絵コンテ）

2019年
- 旗揚！けものみち（監督）●

2020年
- 宇崎ちゃんは遊びたい!（監督）●

2021年
- 究極進化したフルダイブRPGが現実よりもクソゲーだったら（監督）●
- 探偵はもう、死んでいる。（アニメーションスーパーバイザー）●

2022年
- 乙女ゲー世界はモブに厳しい世界です（監督）● - 福元しんいちと共同。
- 宇崎ちゃんは遊びたい!ω（監督）●
- 「艦これ」いつかあの海で（監督）●

2024年
- Unnamed Memory（監督・絵コンテ）●

2025年
- 中禅寺先生物怪講義録 先生が謎を解いてしまうから。（絵コンテ）

時期未発表
- 乙女ゲー世界はモブに厳しい世界です 2（監督）● - 福元しんいちと共同。

### 劇場アニメ
- 金田一少年の事件簿2 殺戮のディープブルー（1999年、作画監督）[5]
- 劇場版 マクロスF 恋離飛翼〜サヨナラノツバサ〜（2011年、演出）[1]

### OVA
- 菜々子解体診書（1999年-2000年、作画監督）